# Dicksonia glutinosa
Dicksonia glutinosa là một loài dương xỉ trong họ Dicksoniaceae. Loài này được Wall., Hk. mô tả khoa học đầu tiên năm 1844.
Danh pháp khoa học của loài này chưa được làm sáng tỏ. 